# Nguyễn Xí
Nguyễn Xí (chữ Hán: 阮熾; 1397 – 1465) hay Lê Xí (黎熾), là một vị tướng, nhà chính trị, công thần khai quốc nhà Hậu Lê và là đại thần trải qua 4 đời vua.
Nguyễn Xí tham gia khởi nghĩa Lam Sơn từ những ngày đầu khi tuổi đời còn rất trẻ. Nguyễn Xí nổi bật với khả năng tổ chức, từng giữ vai trò lãnh đạo trong nhiều trận chiến lớn, bao gồm trận Tốt Động – Chúc Động, chiến dịch Đông Quan và chiến dịch đánh bại các đạo viện binh nhà Minh. Sau khi Lê Lợi lên ngôi, ông giữ nhiều chức vụ quan trọng trong triều đình, tham gia cố vấn và hỗ trợ các vị vua kế vị trong thời kỳ bất ổn chính trị. Ông cũng góp phần quan trọng trong việc phế truất Lê Nghi Dân và đưa Lê Thánh Tông lên ngôi, mở ra thời kỳ thịnh trị kéo dài.
Sau khi qua đời, Nguyễn Xí được triều đình truy phong nhiều tước hiệu, bao gồm Thái sư Cương Quốc Công. Tên ông được gắn liền với các lễ hội tưởng niệm, di tích lịch sử và địa danh trên khắp Việt Nam. Đền thờ Nguyễn Xí tại Nghệ An hiện được công nhận là di tích quốc gia đặc biệt, nơi tổ chức lễ hội thường niên để tưởng nhớ ông.

## Thân thế
Nguyễn Xí sinh năm 1397, xuất thân trong một gia đình gắn bó với nghề nông nghiệp và làm muối. Ông nội của Nguyễn Xí là Nguyễn Hợp. Vợ chồng Nguyễn Hợp có hai người con trai: con trưởng là Nguyễn Khai và con thứ là Nguyễn Hội. Vào khoảng những năm cuối thế kỷ 14, Nguyễn Hợp dời nhà đến sinh sống tại làng Thượng Xá, huyện Chân Phúc (nay là xã Khánh Hợp, huyện Nghi Lộc, Nghệ An). Tại đây, Nguyễn Hợp cùng con trai Nguyễn Hội khai khẩn đất đai, lập ấp và phát triển nghề làm muối. Nguyễn Hội sau đó sinh hai con trai là Nguyễn Biện và Nguyễn Xí. Cha con Nguyễn Hội và Nguyễn Biện thường chở muối đến bán tại vùng Lương Giang, huyện Thiệu Hoá, Thanh Hoá. Nhờ việc buôn bán này, họ trở nên quen biết và thân thiết với Lê Lợi, người lúc bấy giờ đang làm phụ đạo tại Lam Sơn.
Năm 1405, khi được 9 tuổi, Nguyễn Xí lần đầu tiên gặp Lê Lợi. Cùng năm đó, cha ông bị hổ vồ chết tại quê nhà Thượng Xá. Sau biến cố này, Nguyễn Xí theo anh đến làm người hầu cửa cho Lê Lợi. Khi trưởng thành, ông nổi bật nhờ tài năng vũ dũng, được Lê Lợi đánh giá cao và coi như con. Trong giai đoạn phục vụ Lê Lợi, Nguyễn Xí được giao nhiệm vụ huấn luyện hơn 100 con chó săn. Ông sử dụng tiếng nhạc để làm hiệu lệnh, khiến bậy chó tuân lệnh một cách đồng bộ. Khả năng tổ chức và chỉ huy này khiến Lê Lợi ấn tượng. Cho rằng Nguyễn Xí có tài lãnh đạo quân sự, Lê Lợi đã giao cho ông nhiệm vụ quản lý quân Thiết Đột.

## Binh nghiệp

### Đại phá Vương Thông ở Tốt Động
Năm 1418, Lê Lợi xưng Bình Định vương và phát động khởi nghĩa Lam Sơn. Nguyễn Xí cùng anh trai Nguyễn Biện tham gia cuộc khởi nghĩa khi mới 22 tuổi. Ngày 16 tháng Giêng cùng năm, một thổ quan người Việt tên Ái dẫn quân Minh theo đường tắt đánh úp phía sau, bắt giữ gia quyến của Lê Lợi cùng nhiều vợ con quân dân. Trước tình thế nguy cấp, quân sĩ chán nản và bỏ đi, chỉ còn Nguyễn Xí, cùng Lê Lễ, Lê Náo, Lê Bí và Lê Đạp trung thành theo Lê Lợi, cùng nhau ẩn náu trên núi Chí Linh.
Đến tháng 8 năm 1426, sau khi giành quyền kiểm soát từ Thanh Hóa đến Thuận Hóa, Lê Lợi chia quân thành ba cánh tiến ra Bắc. Phạm Văn Xảo, Đỗ Bí, Trịnh Khả và Lý Triện tiến về phía Tây Bắc; Lưu Nhân Chú và Bùi Bị tiến về phía Đông Bắc; Đinh Lễ và Nguyễn Xí được giao nhiệm vụ tiến đánh Đông Quan. Lý Triện khi tiến gần Đông Quan đã gặp quân Minh do Trần Trí chỉ huy kéo ra, liền tổ chức tấn công và đánh bại Trí. Nghe tin viện binh của nhà Minh từ Vân Nam đang tiến sang, Lý Triện cử Phạm Văn Xảo và Trịnh Khả chặn đánh viện binh, trong khi bản thân Lý Triện và Đỗ Bí phối hợp với quân của Đinh Lễ và Nguyễn Xí để tấn công Đông Quan.
Phạm Văn Xảo sau đó đánh tan viện binh từ Vân Nam, buộc quân địch phải rút lui về cố thủ tại thành Xương Giang. Nhà Minh lại cử Vương Thông và Mã Anh mang thêm quân tiếp viện. Vương Thông hợp quân với các lực lượng ở Đông Quan, hình thành đội quân 10 vạn, chia thành các cánh do Phương Chính và Mã Kỳ chỉ huy. Lý Triện và Đỗ Bí đã đánh bại Mã Kỳ tại Từ Liêm, sau đó tiếp tục tấn công cánh quân của Phương Chính, buộc các tướng này phải rút về hội quân với Vương Thông tại Cổ Sở.
Lý Triện sau đó tổ chức tấn công Vương Thông nhưng thất bại và phải rút về Cao Bộ. Ông cử người cầu viện Nguyễn Xí. Nguyễn Xí và Đinh Lễ lập kế hoạch phục kích quân Minh tại Tốt Động – Chúc Động. Sau khi bắt được thám tử của Vương Thông, ông biết được kế hoạch của địch chia quân tấn công đồng thời từ hai mặt. Nguyễn Xí và Đinh Lễ tương kế tựu kế, dụ quân Minh vào trận địa mai phục, đồng thời giả tín hiệu pháo nổ để quân Minh tiến sâu vào bẫy. Kết quả, quân Minh đại bại, 5 vạn quân bị tiêu diệt, 1 vạn bị bắt sống. Các tướng Trần Hiệp, Lý Lượng tử trận, Vương Thông cùng tàn quân phải rút lui về cố thủ tại Đông Quan.

### Vượt ngục Đông Quan
Lê Lợi nhận được tin chiến thắng liền dẫn đại quân ra Bắc, tiến hành bao vây thành Đông Quan. Nguyễn Xí được giao nhiệm vụ cùng Đinh Lễ vây hãm phía Nam thành. Tháng 2 năm 1427, tướng Minh là Phương Chính bất ngờ tấn công Lý Triện tại Từ Liêm, khiến Lý Triện tử trận. Đến tháng 3, Vương Thông tổ chức tấn công trại quân Lam Sơn ở Tây Phù Liệt. Nguyễn Xí và Đinh Lễ đã dẫn 500 quân Thiết Đột đến ứng cứu, truy đuổi quân Minh đến My Động. Tuy nhiên, hậu quân Lam Sơn không kịp tiếp viện, Vương Thông quay lại phản công. Trong trận chiến, voi của hai tướng sa vào đầm lầy, cả Nguyễn Xí và Đinh Lễ đều bị bắt đưa về thành Đông Quan. Đinh Lễ kiên quyết không đầu hàng và bị giết. Nguyễn Xí lợi dụng một đêm mưa gió dùng mưu lừa quân canh gác, thoát khỏi nhà tù và trở về doanh trại. Lê Lợi vui mừng khi thấy Nguyễn Xí trở về, nói rằng: "Thực là sống lại!".
Sau đó, Nguyễn Xí tiếp tục cầm quân tham gia trận chiến tại Xương Giang, hỗ trợ Lê Sát trong việc đánh bại lực lượng viện binh của nhà Minh. Ông bắt sống các tướng Hoàng Phúc, Thôi Tụ, những người còn lại sau khi Liễu Thăng bị tiêu diệt. Trận thắng này đã đánh dấu sự kết thúc của khởi nghĩa Lam Sơn.

## Tứ triều nguyên lão
Năm 1428, khi Lê Lợi lên ngôi Hoàng đế, tức Lê Thái Tổ, Nguyễn Xí được phong chức Long hổ tướng quân, Suy trung bảo chính công thần và nhận đặc ân khai quốc. Năm 1429, ông được xếp thứ 5 trong danh sách công thần, phong Huyện hầu và được ban quốc tính. Sau khi Lê Thái Tổ mất năm 1433, Nguyễn Xí cùng các đại thần Phạm Vấn, Lê Sát và Lê Ngân phò Thái tử Lê Nguyên Long lên ngôi, tức Lê Thái Tông, khi đó mới 10 tuổi. Ông giữ chức phụ nhiếp chính và hỗ trợ việc giáo dục hoàng đế.
Năm 1437, Lê Thái Tông bổ nhiệm ông làm Chính sự kiêm Tri từ tụng. Đến năm 1442, sau sự kiện Lê Thái Tông qua đời tại trại Vải (dẫn đến vụ án Lệ Chi viên), Nguyễn Xí cùng các đại thần phò Hoàng thái tử Bang Cơ lên ngôi, tức Lê Nhân Tông, khi đó mới 2 tuổi. Ông tiếp tục đảm nhận vai trò phụ chính đại thần. Trong thời gian Lê Nhân Tông còn nhỏ, Thái hậu Nguyễn Thị Anh nhiếp chính. Năm 1445, Nguyễn Xí được lệnh dẫn quân đánh Chiêm Thành nhưng bị bãi chức do bị tố cáo. Đến năm 1448, ông được phục chức và sau đó thăng làm Thái Bảo, tiếp tục hỗ trợ chính sự.
Tháng 10 năm 1459, Lạng Sơn vương Lê Nghi Dân làm binh biến, giết Thái hậu Nguyễn Thị Anh và Lê Nhân Tông, tự lập Hoàng đế. Sau thất bại của các đại thần chống đối, Nguyễn Xí cùng đồng minh tổ chức đảo chính, phế truất Lê Nghi Dân. Ngày 6 tháng 6 năm 1460, ông đưa Lê Tư Thành lên ngôi, tức Lê Thánh Tông, khởi đầu thời kỳ thịnh trị kéo dài 38 năm. Nguyễn Xí được phong làm Khai phủ nghi đồng tam ty, Nhập nội kiểm hiệu thái phó và nhiều chức danh trọng yếu khác. Ông nhận đất phong 5.000 mẫu cùng nhiều đặc ân. Năm 1462, con trai ông, Nguyễn Sư Hồi, bị phát giác vu oan cho các đại thần. Vua Lê Thánh Tông nể công lao của ông nên không xử tội. Những năm sau đó, ông tiếp tục được phong các chức vụ cao như Thái úy Cương quốc công.

## Qua đời

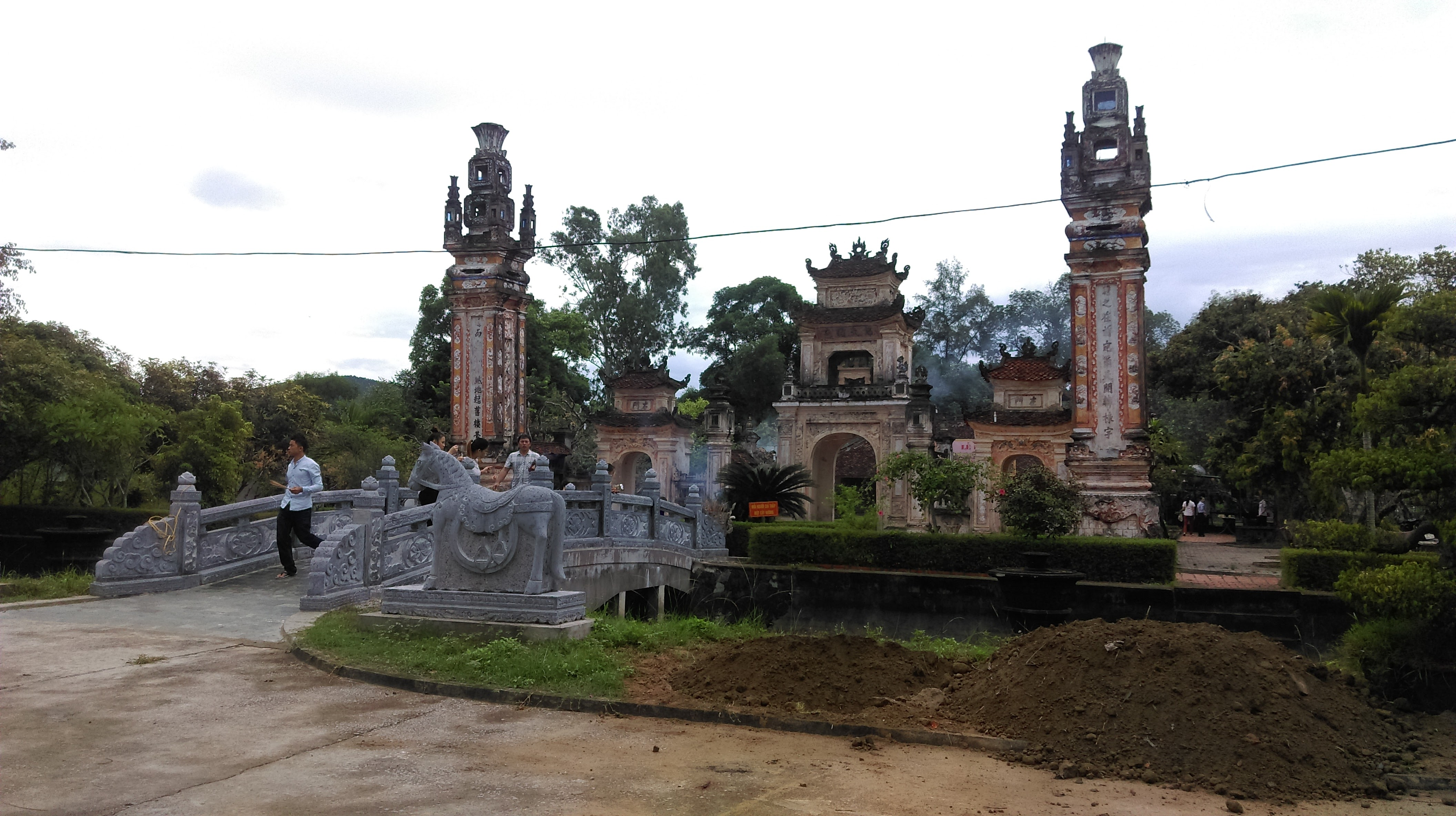
Đền thờ Nguyễn Xí

Năm 1465, Nguyễn Xí qua đời ở tuổi 69 và được truy phong làm Thái sư, thụy là Nghĩa Vũ. Hai năm sau, vào năm 1467, vua Lê Thánh Tông cho dựng đền thờ Nguyễn Xí theo chế độ quốc tạo, quốc tế, đồng thời lệnh Trạng nguyên Nguyễn Trực viết văn bia phong thần với danh hiệu: "Thượng đẳng phúc thần, Hiển uy chính nghị anh kiệt Trung trinh đại vương."
Đến năm Hồng Đức thứ 15 (1484), Nguyễn Xí được truy tặng tước hiệu Cương Quốc công. Cùng năm, vua Lê Thánh Tông ban sắc phong thần với danh hiệu "Thượng đẳng phúc thần, Hiển uy chính nghị anh kiệt trung trinh Đại vương" và cho dựng đền thờ ông tại xã Nghi Hợp, huyện Nghi Lộc, tỉnh Nghệ An. Năm 1485, Lê Thánh Tông tiếp tục truy phong cho cha của Nguyễn Xí, Nguyễn Hội, tước Thái bảo Đình Quận công, và anh trai ông, Nguyễn Biện, tước Phiêu kỵ Thượng tướng quân, Thái phó.
Theo Đại Việt thông sử của Lê Quý Đôn, Nguyễn Xí có 16 con trai và 8 con gái. Các hậu duệ của ông tiếp tục giữ vai trò quan trọng, phò tá nhà Lê trung hưng.

## Tưởng niệm

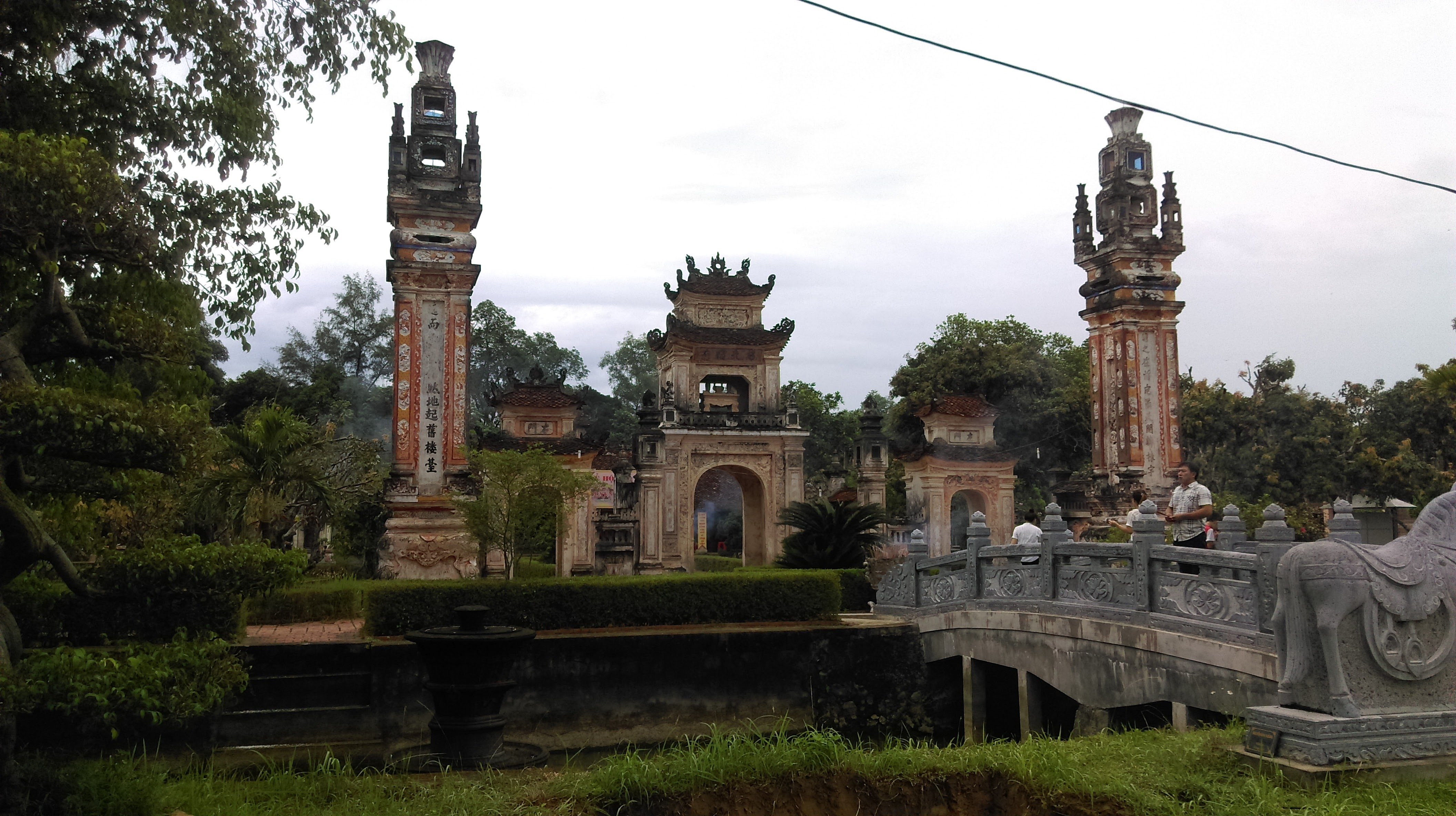
Đền thờ Nguyễn Xí

Ngày 30 tháng Giêng âm lịch hàng năm, tại Đền thờ Nguyễn Xí ở xã Nghi Hợp, huyện Nghi Lộc, tỉnh Nghệ An, diễn ra lễ hội truyền thống mang tên "Lễ Hội Mừng Công" hoặc "Lễ Hội Đền Thái Sư Cương Quốc Công Nguyễn Xí". Đây là một ngôi đền cổ có giá trị kiến trúc lớn, được xây dựng cách đây hơn 546 năm và được công nhận là di sản cấp quốc gia. Lễ hội kéo dài từ ngày 28 đến ngày 30 tháng Giêng âm lịch, với sự tham gia của lãnh đạo tỉnh Nghệ An, đông đảo người dân địa phương, con cháu dòng họ Nguyễn, cùng du khách trong và ngoài nước.
Vào thời Nguyễn, Nguyễn Xí được các vua triều Nguyễn truy phong danh hiệu "Hiển uy Chính nghị Anh kiệt Trung trinh Đại vương" và được tổ chức tế lễ hàng năm tại Miếu Lịch đại đế vương. Ngày 31 tháng 12 năm 2020, Đền thờ Nguyễn Xí được Thủ tướng Chính phủ và Bộ Văn hóa, Thể thao và Du lịch công nhận là Khu di tích lịch sử văn hóa Quốc gia đặc biệt. Cùng với đó, khu lưu niệm Chủ tịch Hồ Chí Minh ở xã Kim Liên, huyện Nam Đàn, Nghệ An, cũng được công nhận danh hiệu này. Ngoài ra, tên Nguyễn Xí còn được đặt cho nhiều con đường và tuyến phố trên khắp Việt Nam.